# Orbea maculata
Orbea maculata är en oleanderväxtart. Orbea maculata ingår i släktet Orbea och familjen oleanderväxter.

## Underarter
Arten delas in i följande underarter:
- O. m. kaokoensis
- O. m. maculata
- O. m. rangeana